# Центральне Задунав'я
Центральне Задунав'я (угор. Közép Dunántúl) — статистичний (NUTS 2) регіон Угорщини. Належить до вищого регіону Задунав'я (NUTS 1). Охоплює округи Феєр, Комаром-Естерґом та Веспрем. Адміністративний центр — Секешфегервар.